# 82-XX
Classificazione delle ricerche matematiche: sezioni di livello 1

00-XX 01 03 05 06 08 | 11 12 13 14 15 16 17 18 19 20 22 | 26 28 30 31 32 33 34 35 37 39 40 41 42 43 44 45 46 47 49 | 
 51 52 53 54 55 57 58 | 60 62 65 68 | 70 74 76 78 | 80 81 82 83 85 86 | 90 91 92 93 94 97-XX
82-XX è la sigla della sezione primaria dello schema di classificazione
MSC dedicata alla meccanica statistica
e alla struttura della materia.
La pagina attuale presenta la struttura ad albero delle sue sottosezioni secondarie e terziarie.

## 82-XX
meccanica statistica, struttura della materia
- 82-00 opere di riferimento generale (manuali, dizionari, bibliografie ecc.)
- 82-01 esposizione didattica (libri di testo, articoli tutoriali ecc.)
- 82-02 presentazione di ricerche (monografie, articoli di rassegna)
- 82-03 opere storiche {!va assegnato almeno un altro numero di classificazione della sezione 01-XX}
- 82-04 calcolo automatico esplicito e programmi (non teoria della computazione o della programmazione)
- 82-05 articoli sperimentali
- 82-06 atti, conferenze, collezioni ecc.
- 82-08 metodi computazionali

## 82Bxx
meccanica statistica dell'equilibrio
- 82B03 fondamenti
- 82B05 meccanica statistica classica dell'equilibrio (in generale)
- 82B10 meccanica statistica quantistica dell'equilibrio (in generale)
- 82B20 sistemi reticolari (di Ising, dimeri, di Potts ecc.) e sistemi sui grafi
- 82B21 modelli del continuo (sistemi di particelle ecc.)
- 82B23 modelli esattamente risolubili; ansatz? di Bethe
- 82B24 problemi di interfaccia; aggregazione a diffusione limitata
- 82B26 transizioni di fase (in generale)
- 82B27 fenomeni critici
- 82B28 metodi gruppali di rinormalizzazione [vedi anche 81T17]
- 82B30 termodinamica statistica [vedi anche 80-XX]
- 82B31 metodi stocastici
- 82B35 termodinamica irreversibile, inclusa la teoria di Onsager-Machlup [vedi anche 92E20]
- 82B40 teoria cinetica dei gas
- 82B41 cammini casuali, superfici casuali, animali reticolari ecc. [vedi anche 60G50, 82C41]
- 82B43 percolazione [vedi anche 60K35]
- 82B44 sistemi disordinati (modelli casuali di Ising, operatori casuali di Schrödinger ecc.)
- 82B80 metodi numerici (di Monte Carlo, risommazione delle serie ecc.) [vedi anche 65-XX, 81T80]
- 82B99 argomenti vari

## 82Cxx
meccanica statistica dipendente dal tempo (dinamica e del non equilibrio)
- 82C03 fondamenti
- 82C05 meccanica statistica dinamica e del non equilibrio classica (in generale)
- 82C10 meccanica statistica dinamica e del non equilibrio quantistica (in generale)
- 82C20 sistemi reticolari dinamici (cinetico di Ising ecc.) e sistemi sui grafi
- 82C21 modelli dinamici del continuo (sistemi di particelle ecc.)
- 82C22 sistemi di particelle interagenti [vedi anche 60K35]
- 82C23 modelli dinamici esattamente risolubili [vedi anche 37K60]
- 82C24 problemi di interfaccia; aggregazione a diffusione limitata
- 82C26 transizioni di fase dinamiche e di non equilibrio (in generale)
- 82C27 fenomeni critici dinamici
- 82C28 metodi gruppali di rinormalizzazione dinamica [vedi anche 81T17]
- 82C31 metodi stocastici (di Fokker-Planck, di Langevin ecc.) [vedi anche 60H10]
- 82C32 reti neurali [vedi anche 68T05, 92B20, 91E40]
- 82C35 termodinamica irreversibile, inclusa la teoria di Onsager-Machlup
- 82C40 teoria cinetica dei gas
- 82C41 dinamica dei cammini casuali, delle superfici casuali, degli animali reticolari ecc. [vedi anche 60G50]
- 82C43 percolazione dipendente dal tempo [vedi anche 60K35]
- 82C44 dinamica dei sistemi disordinati (sistemi di Ising casuali ecc.)
- 82C70 processi di trasporto
- 82C80 metodi numerici (Monte Carlo, risommazione delle serie ecc.)
- 82C99 argomenti diversi dai precedenti, ma in questa sezione

## 82Dxx
applicazioni a tipi specifici di sistemi fisici
- 82D05 gas
- 82D10 plasmi
- 82D15 liquidi
- 82D20 solidi
- 82D25 cristalli {per la teoria dei gruppi cristallografici, vedi 20H15}
- 82D30 mezzi casuali, materiali disordinati (inclusi i cristalli liquidi ed i vetri spinoriali)
- 82D35 metalli
- 82D37 semiconduttori
- 82D40 materiali magnetici
- 82D45 ferroelettrici
- 82D50 superfluidi
- 82D55 superconduttori
- 82D60 polimeri
- 82D75 teoria dei reattori nucleari; trasporto di neutroni
- 82D77 guide d'onda quantistiche, fili quantistici [See also 78A50]
- 82D80 nanostrutture e nanoparticelle
- 82D99 argomenti diversi dai precedenti, ma in questa sezione